# Воображаемая опера
«Воображаемая опера» (L’Opéra Imaginaire) — музыкальный мультфильм Паскаля Рулена (Pascal Roulin), представляющий собой экранизацию 12 знаменитых оперных арий. Каждая из них — короткий фильм, снятый одним режиссёром. В фильме соединены множество различных техник мультипликации (рисованная, пластилиновая, кукольная). Также фигурирует сквозной персонаж-рассказчик, созданный с помощью компьютерной анимации.
Продюсеры: Тесс Моллинсон, Сью Моллинсон, Сара Моллинсон

## Арии
Заставка и финальные титры — Je crois encore entendre из «Искателей жемчуга» Бизе.
1. Vesti la Giubba — «Паяцы» Леонкавалло. Исп. Франко Корелли.
2. La donna è mobile — «Риголетто» Верди. Исп. Николай Гедда.
3. Avec la garde montante — «Кармен» Бизе. Исп. Les Petits Chanteurs à la Croix de Bois.
4. Voi che sapete — «Женитьба Фигаро» Моцарт. Исп. Сюзанна Данко[англ.].
5. Un bel dì vedremo — «Мадам Баттерфляй» Пуччини. Исп. Фелиция Уэзерс[англ.].
6. Au fond du temple saint[англ.] — «Искатели жемчуга» Бизе. Исп. Николай Гедда и Эрнест Блан[англ.].
7. Du also bist mein Bräutigam? — «Волшебная флейта» Моцарт. Исп. Луция Попп.
8. Questo è un nodo avviluppato — «Золушка» Россини. Исп. l’Orchestra del Maggio Musicale Fiorentino.
9. La Veau d’or (Куплеты Мефистофеля) — «Фауст» Гуно. Исп. Николай Гяуров.
10. Noi siamo zingarelle — «Травиата» Верди. Исп. Coro dell' Accademia di Santa Cecilia, Rome.
11. Viens, Mallika… Dome epais le jasmin (Дуэт цветов) — «Лакме» Делиб. Исп. Мади Меспле и Danielle Millet
12. E lucevan le stelle — «Тоска» Пуччини. Исп. Карло Бергонци